# جورج هنت (مجدف)
جورج هنت (بالإنجليزية: George Hunt)‏ هو مجدف أمريكي، ولد في 1 أغسطس 1916 في بويالوب في الولايات المتحدة، وتوفي في 3 سبتمبر 1999 في إساكوه في الولايات المتحدة.

## وصلات خارجية
- جورج هنت على موقع الاتحاد الدولي للتجديف (الإنجليزية)
- جورج هنت على موقع اللجنة الأولمبية الدولية (الإنجليزية)
- جورج هنت على موقع أوليمبيديا (الإنجليزية)